# Boeckella tanea
Boeckella tanea is een eenoogkreeftjessoort uit de familie van de Centropagidae. De wetenschappelijke naam van de soort is voor het eerst geldig gepubliceerd in 1973 door Chapman.